# Inquisição na Holanda
A Inquisição na Holanda foi uma extensão da Inquisição Papal na Holanda, estabelecida durante o reinado de Carlos V. Embora se acreditasse amplamente que o governo pretendia introduzir a Inquisição Espanhola na Holanda, isso era um produto da propaganda protestante. A Inquisição na Holanda permaneceu separada da Espanha.
Em 23 de abril de 1523, Carlos V nomeou Frans Van der Hulst o primeiro inquisidor geral das Dezessete Províncias, nomeação ratificada pelo Papa Adriano IV. Ele e seus sucessores foram capacitados pelo edito imperial a procurar ativamente e punir rigorosamente todos os culpados ou mesmo suspeitos de heresia, ou de ajudar de algum modo um herege. Ele foi nomeado inquisidor do Condado de Flandres em 1545 e estava no cargo até a operação da inquisição ser suspensa em 1566.
Antes da morte de Carlos V, os Países Baixos eram principalmente católicos e, portanto, a Inquisição não teve um impacto muito drástico na vida das pessoas em geral. No entanto, com a rápida disseminação do calvinismo nos primeiros anos do reinado de seu filho, Filipe II, seu escopo se ampliou bastante. Os decretos de 1521 haviam banido toda pregação ou prática da religião reformada, mesmo em residências particulares, e esse poder agora estava em pleno andamento. Em 2 de junho de 1545, Peter Titelmann foi nomeado inquisidor. 
além da tentativa de curta duração de  Carlos V de estabelecer um tribunal especial para a perseguição de hereges em 1522 (possivelmente revivida em 1550), nunca houve nenhum esquema para estabelecer um Santo Ofício do tipo conhecido em Castela, na Holanda. Duke (1997, p. 143)
A Inquisição na Holanda deve ser entendida como um cargo ocupado por inquisidores individuais sucessivos e não como um tribunal. Inquisidores individuais foram convocados como juízes especializados em casos relacionados a clérigos infratores. Eles também estavam envolvidos em procedimentos judiciais relacionados à heresia, mas estes eram conduzidos por leigos, não pelos inquisidores. Os inquisidores eram frequentemente nomeados ad hoc após a morte do titular anterior da função e não havia muitos deles no total.